# Пефт, Гавриил Васильевич
Гавриил Васильевич Пефт  (23 марта 1782 — 15 мая 1853) — герольдмейстер, действительный статский советник, исполнял должность вице-губернатора Вятской губернии.

## Биография
Родился 23 марта (3 апреля) 1782 года.
В 1820-х годах служил в Министерстве финансов Российской империи. В 1824 году был командирован в Вятскую губернию к главному дознанию, которое проводилось по итогам сенаторской ревизии. Г. В. Пефт, вместе с чиновником Министерства юстиции Майером, обнаружили многочисленные факты «поборов» и взяток, которыми вятские чиновники обложили крестьян.
В 1825 году был чиновником по особым поручениям 7 класса Департамента разных податей и сборов Министерства финансов; награждён орденом Святой Анны 2-й степени.
С 31 июля 1825 по 25 февраля 1827 года в чине надворного советника Г. В. Пефт исправлял должность вице-губернатора Вятской губернии; был также членом Комитета о земских повинностей . Затем вновь являлся чиновником по особым поручениям Департамента разных податей и сборов Министерства финансов. С 1828 года — чиновник, привлечённый в Министерство Финансов по Именному указу и Высочайшим повелению.
С 1831 года служил в Герольдии, был товарищем герольдмейстера. К тому времени уже был награждён орденом Святой Анны с алмазными украшениями и Знаком отличия беспорочной службы за XXV лет. В 1833 году состоял членом Совета Государственных кредитных установлений и был награждён орденом Святого Владимира 4-й степени. 
С 1838 по 1841 годы был герольдмейстером. Провёл в 1838 году реорганизацию Герольдии, в которой были созданы четыре экспедиции: «Дворянская», «Производство в чины», «Об определении и увольнении чиновников» и «Временная»; в 1839 году была создана 5-я экспедиция, которая разбирала ревизионные дела комиссий. В 1839 году в Герольдии были созданы новые формы дворянских дипломов отличавшиеся высоким художественным исполнением. В том же году Пефт создал временное присутствие в Герольдии — Ревизионные комиссии по дворянским фамилиям. Благодаря их деятельности в Герольдии были сосредоточены все копии с родословных книг, сведения о всех окончательно признанных в дворянстве родах, за исключением тех, кто приобретал это звание чинами и орденами.
В 1840 году Г. В. Пефт был произведён в действительные статские советники.
Умер 15 (27) мая 1853 года и был похоронен на Смоленском православном кладбище.

## Семья и владения
10 февраля 1810 года Гавриил Васильевич Пефт сочетался браком с Наталией Михайловной (урождённая Ганжевич, 10 марта 1789-29 ноября 1842). 
Гавриил Васильевич Пефт имел во владении деревни Конница и Киимаярви волости Пюхяярви Выборгской провинции   и деревню Рукулицы Санкт-Петербургской губернии.
Наталья Михайловна являлась владелицей деревни Теглицы и мызы Власова (ныне деревня Кирово (Ленинградская область). Именно на её годы владения попал расцвет дворянской усадьбы, в которой было построено много господских и хозяйственных зданий, разбиты регулярные сады. Пейзажный парк, распланированный на основе естественных насаждений, оживлялся тремя прудами.